# Wang Chi-lin
Pour les articles homonymes, voir Wang.
Dans ce nom, le nom de famille, Wang, précède le nom personnel Chi-lin.
Wang Chi-lin (en chinois traditionnel : 王齊麟 ; pinyin : Wáng Qílín), né le 18 janvier 1995 à Taipei, est un joueur de badminton taïwanais spécialiste du double hommes.

## Biographie
Wang Chi-lin joue à partir de 2015 en double hommes avec Chen Hung-ling, avec qui il a gagné plusieurs Grand Prix. En 2018, il a participé aux Jeux asiatiques avec une médaille de bronze en équipe. Aux mondiaux de 2018, la paire rapporte également une médaille de bronze .
Ensuite, il s'associe avec Lee Yang à partir de 2019 avec lequel il gagne plusieurs titres en coupe du monde BWF. En 2021, aux Jeux olympiques de Tokyo 2020, toujours avec Lee Yang , il bat en finale la paire chinoise ancienne championne du monde de 2018 Li et Liu.
Le duo répète sa performance aux Jeux olympiques de Paris 2024.

## Résultats individuels

### Médailles en compétitions internationales
| Rang                           | Année | Compétition     | Partenaire | Dernier adversaire         |
| ------------------------------ | ----- | --------------- | ---------- | -------------------------- |
| Médaille d'or, Jeux olympiques | 2024  | Jeux olympiques | Lee Yang   | Liang Weikeng / Wang Chang |
| Médaille d'or, Jeux olympiques | 2021  | Jeux olympiques | Lee Yang   | Li Junhui / Liu Yuchen     |